# Antoine Becquerel
|  | Per a altres significats, vegeu «Antoine Henri Becquerel». |

Antoine César Becquerel (7 de març de 1788, Châtillon-sur-Loing, avui dia Châtillon-Coligny - 18 de gener de 1878) va ser un científic francès pioner en l'estudi dels fenòmens elèctrics i luminescents.
Va estudiar enginyeria a l'École polytechnique i va estar de servei a les tropes imperials a Espanya de 1810 a 1812, i va tornar a França el 1814. Després va deixar l'exèrcit i es dedicà a la recerca científica.
l'any 1820, seguint el treball fet per René Just Haüy, va trobar que la pressió pot induir l'electricitat en qualsevol material. l'any 1825 inventà el galvanòmetre diferencial per al mesurament acurat de la resistència elèctrica. L'any 1829 inventà una cel·la electroquímica de corrent constant, precursora de la pila Daniell. El 1839, treballant amb el seu fill A. E. Becquerel, descobrí l'efecte fotoelèctric en un elèctrode submergit en un líquid conductor.
El 1837 va esdevenir membre de la Royal Society, i va rebre la Copley Medal per les aplicacions de l'electròlisi en els minerals.
En bioquímica treballà en el problema de la calor animal i els fenòmens que acompanyen el creixement de les plantes, també dedicà molt de temps a la meteorologia. Va escriure molts llibres com Traité de l'électricité et du magnétisme (1834–1840), Traité de physique dans ses rapports avec la chimie (1842), Elements de électro-chimie (1843), Traité complet du magnétisme (1845), Elements de physique terrestre et de meteorologié (1847), i Des climats et de l'influence qu'exercent les sols boisés et non boisés (1853). Morí a Paris, on des de 1837 va ser professor de física al Museu Nacional d'Història Natural de França.
Era el pare d'A. E. Becquerel i l'avi de Henri Becquerel. El seu nom apareix inscrit amb els 72 noms de la Torre Eiffel.